# Bates Motel (4.ª temporada)
A quarta temporada de Bates Motel estreou em 7 de março de 2016 e terminou em 16 de maio de 2016. A temporada consistiu em 10 episódios e foi ao ar às segundas-feiras às 21h pela A&E. A série em si é descrita como um "prequel contemporâneo" do filme Psycho de 1960, focando na vida de Norman Bates e sua mãe, Norma, antes dos eventos retratados no filme de Alfred Hitchcock. A série se passa na cidade fictícia de White Pine Bay, Oregon.
A temporada recebeu elogios da crítica da televisão e foi indicada para dois Primetime Creative Arts Emmy Awards. Também ganhou três prêmios People's Choice Award por drama de TV a cabo, atriz de TV a cabo (Farmiga) e ator de TV a cabo (Highmore).  A quarta temporada do Bates Motel manteve classificações consistentes ao longo de sua exibição, com a estreia da temporada atraindo 1,55 milhão de espectadores e o final totalizando 1,50 milhão. A temporada foi lançada em Blu-ray e DVD em 18 de outubro de 2016.

## Elenco e personagens

### Principal
- Vera Farmiga como Norma Louise Bates
- Freddie Highmore como Norman Bates
- Max Thieriot como Dylan Massett
- Olivia Cooke como Emma Decody
- Nestor Carbonell como Alex Romero

### Recorrente
- Damon Gupton como Dr. Gregg Edwards
- Jaime Ray Newman como Rebecca Hamilton
- Andrew Howard como Will Decody
- Terence Kelly como Dickie Bolton
- Ryan Hurst como Chick Hogan
- Marshall Allman como Julian Howe
- Kelly-Ruth Mercier como Enfermeira Penny
- Aliyah O'Brien como Regina
- Karina Logue como Audrey Ellis
- Fiona Vroom como Vicki Monroe
- Craig Erickson cono Howard Collins
- Anika Noni Rose como Liz Babbitt
- Louis Ferreira como Doutor Guynan
- David Cubitt como Sam Bates
- Luke Roessler como Norman (jovem)

### Participação
- Kevin Rahm como Bob Paris
- Keenan Tracey como Gunner
- Alexia Fast como Athena
- Alessandro Juliani como Interviewer
- Lindsey Ginter como Mac Dixon
- Kenny Johnson como Caleb Calhoun
- Gina Chiarelli como O'Sullivan
- Carmen Moore como Grace Wei
- Jay Brazeau como Justin Willcock
- Molly Price como Detetive Chambers

## Produção

### Casting
Em agosto de 2015, a TVLine informou que Ryan Hurst retornaria à série como Chick Hogan, personagem recorrente ao longo da terceira temporada Em 5 de novembro de 2015, surgiram relatos de que a série estava procurando alguém para o papel recorrente de Gregg Edwards, médico da Pineview Mental Institution. Em 3 de dezembro de 2015, Damon Gupton foi escalado para o papel. Em meados de dezembro de 2015, foi anunciado que Jaime Ray Newman desempenharia um papel recorrente importante ao longo da temporada como Rebecca Hamilton, ex-namorada de Romero

### Filmagens
No início de novembro de 2015, Nestor Carbonell confirmou que, como a terceira temporada, estaria dirigindo um episódio desta temporada. As filmagens principais da temporada 4 começaram em 30 de novembro de 2015 em Vancouver e arredores, e concluídas em 6 de abril de 2016. Em 11 de fevereiro de 2016, a primeira imagem foi lançada com Farmiga e Highmore. Em março de 2016, foi revelado que Highmore havia escrito o oitavo episódio da temporada.

## Episódios
| N.º na série | N.º na temp. | Título                                                                  | Dirigido por       | Escrito por                   | Exibição original   | Audiência (milhões) |
| --- | ------------ | ----------------------------------------------------------------------- | ------------------ | ----------------------------- | ------------------- | ------------------- |
| 31 | 1            | "A Danger to Himself and Others" "(Perigoso Para Ele e os Outros)" (BR) | Tucker Gates       | Carlton Cuse & Kerry Ehrin    | 7 de março de 2016  | 1.55                |
| Romero coloca o corpo Bob Paris na baía. Com Norman ausente, Norma e Dylan se preocupam com o seu bem-estar. Um fazendeiro descobre Norman instável, resultando em ele ser internado em uma unidade psiquiátrica. Enquanto isso, Dylan vai para Portland para estar ao lado da cama de Emma depois do seu transplante de pulmão, enquanto Norma tenta colocar Norman na instituição. O médico psiquiátrico se recusa a deixar Norman sair até depois de um período de observação de 48 horas, e castiga Norma por nunca levar Norman a um médico devido seus apagões frequentes. Desesperada, Norma retorna ao Hospital Pineview Mental esperando ter Norman admitido o mais rapidamente possível e encontra um psiquiatra, Dr. Edwards. Como ela não tem seguro, Norma pede para que Romero se case com ela para que possa usar o seu, mas ele a rejeita. Em outro lugar, a mãe distante de Emma, Audrey, tenta fazer contato, mas o pai de Emma a dispensa. Quando Audrey procura ajuda de Norman, a "Mãe" (Norman achando que ele é a mãe dele) estrangula-a até a morte com seu próprio lenço. |              |                                                                         |                    |                               |                     |                     |
| 32 | 2            | "Goodnight, Mother" "(Boa Noite, Mamãe)" (BR)                           | Tim Southam        | Kerry Ehrin & Torrey Speer    | 14 de março de 2016 | 1.45                |
| Norman tenta lembrar o que aconteceu na noite anterior. Ele então tem flashes dele como a "mãe" escondendo o corpo de Audrey no freezer do porão. Enquanto isso, Emma respira livremente pela primeira vez com seus novos pulmões sem usar tanque de oxigênio, para o alívio de Dylan e seu pai. Romero visita Pineview com dinheiro para a admissão de Norman. No entanto, como Norman tem 18 anos, a instituição precisa ter sua assinatura no termo de consentimento. Norman acusa Norma de matar Audrey, alertando sua mãe para o fato de que ele cometeu um assassinato. Ela procura no poço do motel um corpo, mas só descobre uma luva. Norman mais tarde descobre o contrato para Pineview na máquina de fax do motel. Em seguida, ele tem uma visão de seu falecido pai, que lhe diz que Norma é aquela que o matou e que ela está tentando culpar Norman por todos os assassinatos. O comportamento de Norman assusta Norma, que foge dele e chama Romero para obter ajuda. Com a arma de sua mãe, Norman faz alusão ao par para cometer suicídio, uma vez que não podem serem felizes na vida. Romero chega na residência Bates, e Norma convence Norman para assinar os formulários de consentimento antes de ser levado para o hospital Pineview. |              |                                                                         |                    |                               |                     |                     |
| 33 | 3            | "'Til Death Do You Part" "(Até Que a Morte os Separe)" (BR)             | Phil Abraham       | Steve Kornacki & Alyson Evans | 21 de março de 2016 | 1.46                |
| Norma e Romero se casam e depois Romero se muda para a casa Bates para que a sua relação pareça real. Romero tem o poço cheio como um presente de casamento, mas um trabalhador descobre um dos brincos de Audrey no local, o que é angustiante para Norma. Enquanto isso, Dylan volta para White Pine Bay depois de decidir sair do comércio de drogas, mas chega na fazenda e encontra Gunner parado de vez. Chick chega na fazenda de Dylan procurando se vingar de Caleb, mas Dylan informa que ele não tem estado em contato com o pai desde que ele saiu da cidade. No asilo Pineview, Norman tem a sua primeira sessão de terapia com o Dr. Edwards, que pressiona Norman para compartilhar suas preocupações sobre sua mãe. Norman está em conflito pois não quer dizer a "verdade" causando problemas para Norma. Mais tarde, Norma visita Norman, e os dois têm uma discussão acalorada na frente do pessoal e outros pacientes internados. Enquanto isso, a ex-namorada de Romero, Rebecca, o visita, preocupada que sua parte no esquema de lavagem de dinheiro de Bob possa ser descoberta pela Narcóticos. Romero diz a ela para ficar calada e estará a salvo de qualquer suspeita.                                                             |              |                                                                         |                    |                               |                     |                     |
| 34 | 4            | "Lights of Winter" "(Luzes de Inverno)" (BR)                            | T. J. Scott        | Tom Szentgyorgyi              | 28 de março de 2016 | 1.52                |
| Norman e o companheiro de Pineview, Julian, planeja uma fuga do local. Enquanto isso, Norma e Romero se aproximam em seu falso casamento e ele sugere a abertura de uma conta bancária conjunta para fazer parecer o casamento falso mais legítimo. Ele então recebe uma mensagem urgente de Rebecca, que mais tarde lhe diz Bob Paris tem 3 milhões de dólares dos Estados Unidos em um cofre, do qual Romero encontra a chave do mesmo. Norma visita Emma no hospital Portland, que lhe diz para começar a viver sua própria vida e não se preocupar com Norman. Emma também planeja se mudar para Seattle e pede Dylan ir com ela. Depois de assistir a um carnaval de inverno com Romero e a desajeitada reunião com Rebecca, Norma e Romero voltam para casa, encontrando-a casa saqueada. Enquanto isso, Norman e Julian escapam de Pineview e pegam uma carona até uma casa erótica. Julian dá a Norman algum dinheiro e ambos são tomados separadamente para salas privadas. Enquanto a sós com uma dançarina, a outra personalidade de Norman, "Mãe" toma posse dele, mas os dois são interrompidos por uma luta entre Julian e alguns seguranças. Isto leva ao Dr. Edwards chegar e recolher Norman, que chora e aceita a ajuda do Dr. Edwards.      |              |                                                                         |                    |                               |                     |                     |
| 35 | 5            | "Refraction" "(Refração)" (BR)                                          | Sarah Boyd         | Erica Lipez                   | 11 de abril de 2016 | 1.42                |
| Norma e Romero começam a limpeza da casa e ela está chateada pois a janela com uma escultura em vidro favorita dela está quebrada. Romero menciona que essas coisas acontecem "quando você está casada com o xerife". Mais tarde, ele adverte Rebecca, a quem ele diz para ficar longe. Norma pede na cidade informação sobre um mecânico de vidro, e Chick Hogan chega à casa para o trabalho. Mais tarde, ele descobre que Caleb é irmão de Norma. Enquanto isso, Dylan leva Emma ao lar em White Pine Bay, mas mais tarde vai para Seattle para uma entrevista de emprego. No Pineview, Norman começa suas sessões com o Dr. Edwards e parece conhecer a maioria dos indivíduos, excepto a do seu pai. Ele liga para deixar uma mensagem de voz para Norma, que mais tarde o visita na instituição; Dr. Edwards mais tarde sugere que a visita aconteceu na mente de Norman, o que é confirmado quando Norman fica agitado e a personlaidade da "mãe" dele começa a falar com o médico. Chick retorna para ver Norma e diz que já encontrou Caleb, que foi apresentado como o pai de Dylan. Ele diz a Norma de seu ódio por Caleb e pede a ela para decidir o destino de seu irmão.                                                                         |              |                                                                         |                    |                               |                     |                     |
| 36 | 6            | "The Vault" "(O Cofre)" (BR)                                            | Olatunde Osunsanmi | Scott Kosar                   | 18 de abril de 2016 | 1.33                |
| Norma encontra-se novamente com Chick, que ameaça revelar publicamente seu passado com Caleb e finalmente, arruinar seu casamento com Romero. Isso desencadeia uma sensação de desespero nela, na qual ela consegue a possível localização de Caleb através de Dylan. Ela contata Caleb, mas depois diz a Chick para fazer o seu pior em destruir a vida dela. Enquanto isso, Romero dá a chave para Rebecca, acrescentando que ele quer nenhum do dinheiro em troca. No Pineview, Dr. Edwards explica o Transtorno dissociativo de identidade para Norman e que a persona "Mãe" é o que surge durante os apagões. Norman lembra que quando tinha sete anos de idade e Norma tentando ir embora, deixando para trás seu pai bêbado. Ela foi estuprada enquanto Norman estava escondido debaixo da cama. Dr. Edwards pede para falar com a persona "Mãe", que avisa para não permitir Norman recordar memórias que irá prejudicar a si mesmo. Chick proporciona a janela com a ajuda de Romero. Norma explica então as verdadeiras intenções dele e chora ao revelar seu passado para Romero, acreditando que ele vai deixá-la depois disso. Apesar da verdade, Romero decide ficar casado com Norma.                                                           |              |                                                                         |                    |                               |                     |                     |
| 37 | 7            | "There's No Place Like Home" "(Nada Como o Nosso Lar)" (BR)             | Nestor Carbonell   | Philip Buiser                 | 25 de abril de 2016 | 1.35                |
| Norma diz a Romero sobre seu sonho para renovar a casa Bates, mas sua situação financeira não vai conceder-lhe a oportunidade de fazê-lo. Romero revela a ela o dinheiro que ele levou de Bob na noite de seu assassinato, oferecendo-a para que ela possa começar a fazer seu sonho uma realidade. Enquanto em Pineview ao fazer uma escultura de papel machê, Norman encontra um recorte de jornal sobre o casamento de sua mãe com Romero. Norman liga para casa e ouve Romero atender o telefone e Norma mente sobre suas razões para ele estar lá. Norman, em seguida, coloca em movimento seus planos de ir para casa. Enquanto isso, Dylan investiga o desaparecimento de Audrey quando Emma perde o contato com ela. Ele mostra a Norma a carta de Audrey encontrada no quarto de Norman, confrontá-la sobre por que estava na posse de Norman. Dylan mais tarde dá a carta para Emma, que decide em última instância que o desaparecimento de sua mãe é um ato de desespero. Apesar do Dr. Edwards e os esforços de Norma para manter Norman em Pineview, ele é liberado e retorna para casa. |              |                                                                         |                    |                               |                     |                     |
| 38 | 8            | "Unfaithful" "(Infiel)" (BR)                                            | Stephen Surjik     | Freddie Highmore              | 2 de maio de 2016   | 1.52                |
| Romero fica longe da casa Bates para ajudar Norman se ajustar a uma vida normal. Norman logo diz a ele de planos para obter um segundo emprego para pagar o seu próprio seguro, a fim de permitir que Romero termine seu casamento arranjado com Norma. Romero diz a ela que Norman que tem de ser dito que eles estão apaixonados. Enquanto isso, Rebecca é apanhada no aeroporto pela DEA, mas é dito que eles estão na verdade em busca da conexão de Romero com Bob Paris. Na casa Bates, Norma, Romero e Norman jantam juntos. Norman entra em uma discussão com sua mãe sobre Romero em suas vidas, quando ela e Norman eram tão próximos a ponto dele não ser capaz de ter namoradas. Tempestuoso, Norman sai para cortar madeira com raiva; Romero segue. Norman se aproxima dele com o machado, mas destrói um galpão e proclama que ele odeia Romero. |              |                                                                         |                    |                               |                     |                     |
| 39 | 9            | "Forever" "(Para Sempre)" (BR)                                          | Tim Southam        | Carlton Cuse & Kerry Ehrin    | 9 de maio de 2016   | 1.41                |
| Romero tenta sem sucesso convencer Norma para colocar Norman de volta em Pineview. Norman fala de seus sentimentos para Dr. Edwards enquanto Dylan e Romero secretamente se encontram. Ambos estão preocupados com Norma e querem Norman volta ao hospital. Dylan encontra o brinco de Audrey e confronta Norma sobre ele. Irritada e cega, Norma acusa Dylan de estar com ciúmes de Norman. Desolado, Dylan diz que ela nunca foi uma mãe para ele, e lhe diz que Romero também quer Norman de volta ao hospital. Dylan se despede de Norman. Norma confronta Romero sobre planejar atrás das costas e termina seu relacionamento. Norma, em seguida, chora na frente de Norman. Ela deixa uma nota para Romero e adormece. Norman sabe que o aquecedor está com um grave defeito, então acende o forno e fecha todas as aberturas na casa, fazendo com solte todo o monóxido de carbono para o quarto de Norma, em uma tentativa de assassinato-suicídio de ambos. Romero chega e encontra os dois inconscientes na cama. Ele tenta salvar os dois, mas sem sucesso não salva Norma, e ele rompe em lágrimas. Norman acorda, olha sua mãe e não diz nada. |              |                                                                         |                    |                               |                     |                     |
| 40 | 10           | "Norman" "(Norman)" (BR)                                                | Tucker Gates       | Kerry Ehrin                   | 16 de maio de 2016  | 1.50                |
| Quando Norman é levado por uma ambulância, Romero é questionado por um detetive, que lhe mostra o bilhete de Norma com o anel de casamento nele. Ele menciona a possibilidade de tentativa de Norma no assassinato-suicídio, que envia Romero para recolher Norman no hospital. Norman se irrita, eles brigam e Romero promete provar que Norman matou sua mãe. A funerária chama Norman para fazer os arranjos. No necrotério, Romero coloca o anel no dedo de Norma, e Norman depois o remove na funerária. Romero vai para o serviço, em que apenas Norman está participando. Eles brigam novamente quando Norman mostra-lhe o anel. Romero é mais tarde preso pela DEA por perjúrio quando ele anteriormente mentiu sobre estar envolvido com Rebecca. Norman desenterra o corpo de sua mãe para levar para casa. Chick visita a casa para oferecer condolências e vê o corpo de Norma. Ele força Norman para perceber que ela está morta. Norman vai se matar com revólver de Norma mas ouve uma música. Ele encontra a casa decorada para o Natal e com a "Mãe" tocando piano. Ela e seu filho estão agora juntos para sempre. |              |                                                                         |                    |                               |                     |                     |

## Recepção

### Resposta da crítica
A quarta temporada de Bates Motel foi recebida com elogios da crítica. A temporada tem uma classificação 100% positiva no site agregador de críticas Rotten Tomatoes, com base em 17 respostas de críticos de televisão

## Audiência
No geral, a quarta temporada do Bates Motel teve uma média de 1,45 milhão de espectadores, com uma classificação de 0,6 na demografia 18-49.
| №  | Título                           | Exibição original   | Rating/share (18–49) | Audiência (em milhões) | DVR (18–49) | Audiência em DVR (milhões) | Total (18–49) | Audiência total (em milhões) |
| -- | -------------------------------- | ------------------- | -------------------- | ---------------------- | ----------- | -------------------------- | ------------- | ---------------------------- |
| 1  | "A Danger to Himself and Others" | 7 de março de 2016  | 0.7                  | 1.55                   | 0.5         | 1.13                       | 1.2           | 2.68                         |
| 2  | "Goodnight, Mother"              | 14 de março de 2016 | 0.6                  | 1.45                   | 0.5         | 1.14                       | 1.1           | 2.59                         |
| 3  | "'Til Death Do You Part"         | 21 de março de 2016 | 0.6                  | 1.46                   | 0.4         | 0.92[A]                    | 1.0           | 2.38                         |
| 4  | "Lights of Winter"               | 28 de março de 2016 | 0.6                  | 1.52                   | 0.6         | 1.22                       | 1.2           | 2.73                         |
| 5  | "Refraction"                     | 11 de abril de 2016 | 0.6                  | 1.42                   | 0.6         | 1.33                       | 1.2           | 2.74                         |
| 6  | "The Vault"                      | 18 de abril de 2016 | 0.5                  | 1.33                   | 0.6         | 1.22                       | 1.1           | 2.55                         |
| 7  | "There's No Place Like Home"     | 25 de abril de 2016 | 0.5                  | 1.35                   | 0.6         | 1.27                       | 1.1           | 2.61                         |
| 8  | "Unfaithful"                     | 2 de maio de 2016   | 0.6                  | 1.52                   | 0.4         | 0.98[A]                    | 1.0           | 2.50                         |
| 9  | "Forever"                        | 9 de maio de 2016   | 0.5                  | 1.41                   | 0.4         | 0.99                       | 0.9           | 2.39                         |
| 10 | "Norman"                         | 16 de maio 2016     | 0.5                  | 1.50                   | 0.6         | 1.22                       | 1.1           | 2.72                         |

- A ↑  Os dados do Cable Live +3 são usados aqui, pois o Live +7 não foi disponibilizado.